# Lista gatunków z rodzaju goździk
Lista gatunków z rodzaju goździk Dianthus – lista gatunków rodzaju roślin należącego do rodziny goździkowatych (Caryophyllaceae Juss.). Według The Plant List w obrębie tego rodzaju rozróżniono 338 gatunków, natomiast kolejnych 247 taksonów ma status gatunków niepewnych.
Wykaz gatunków

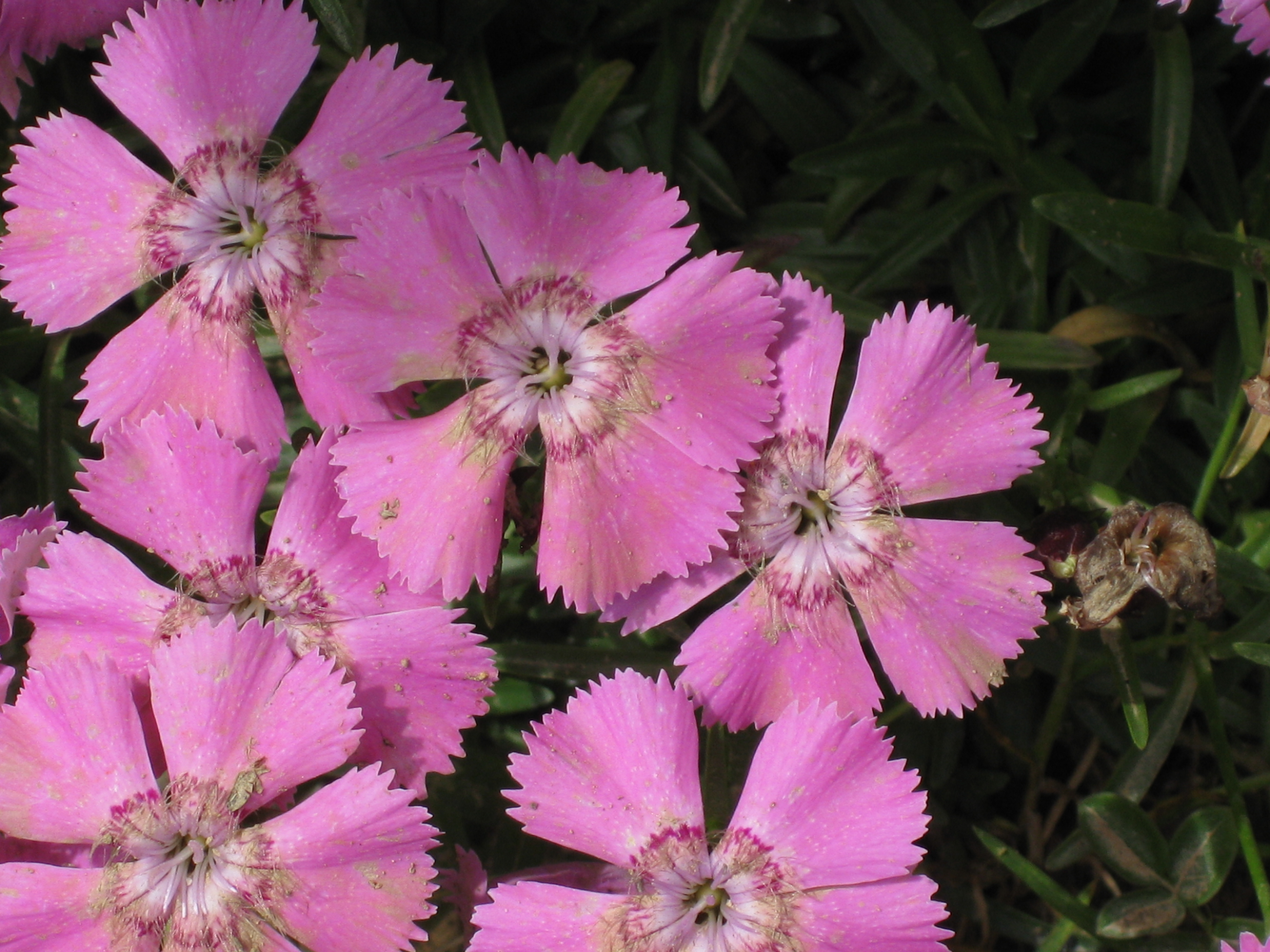
Dianthus alpinus

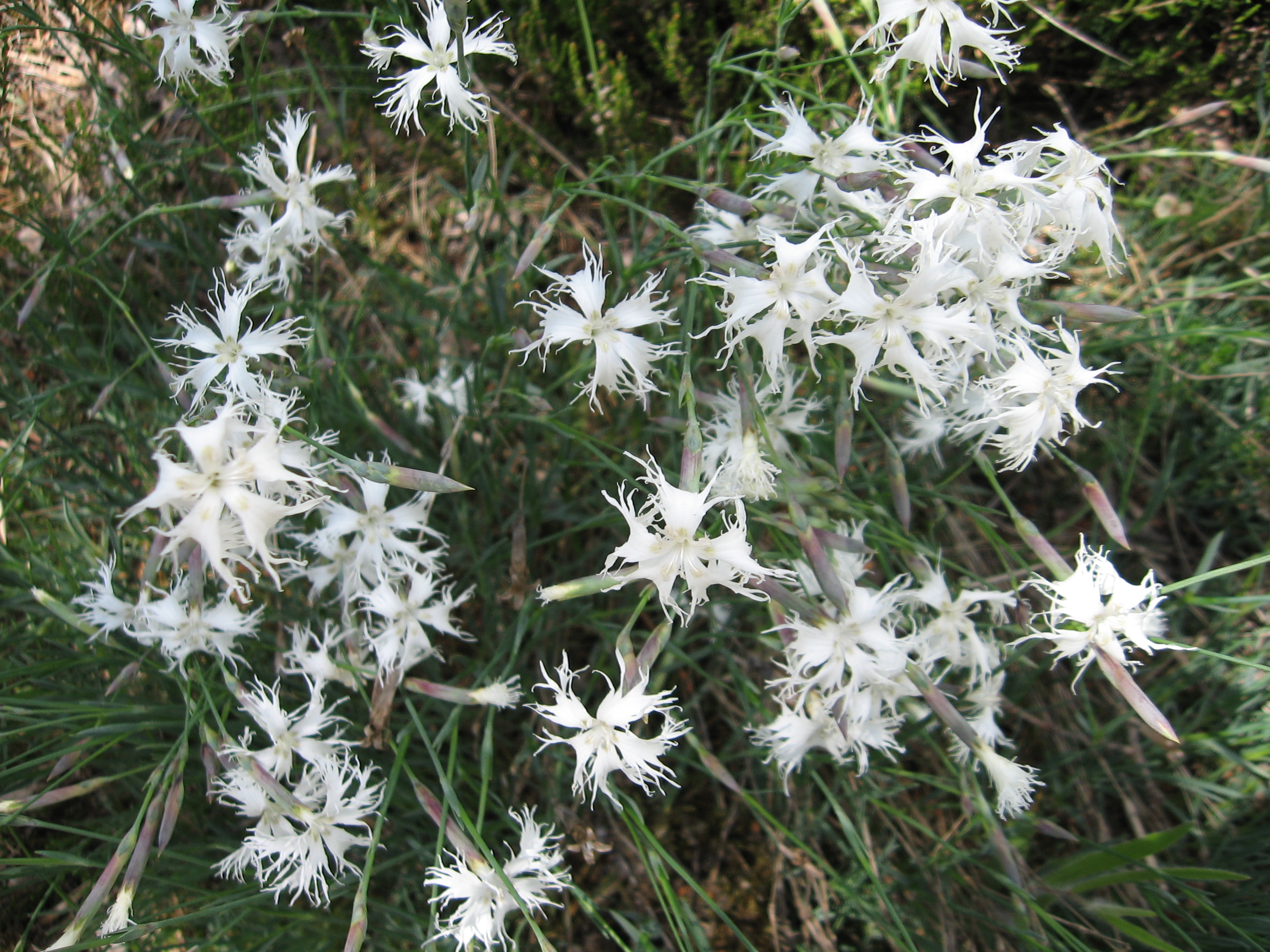
Dianthus arenarius

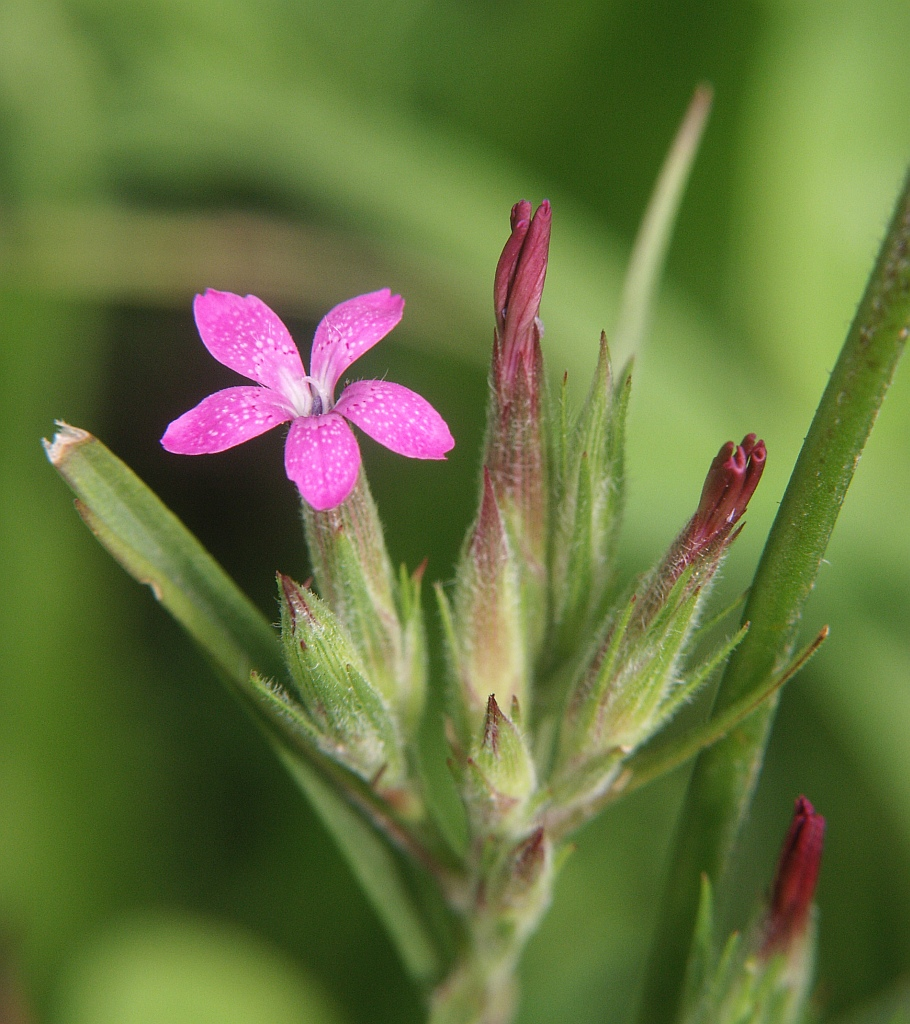
Dianthus armeria

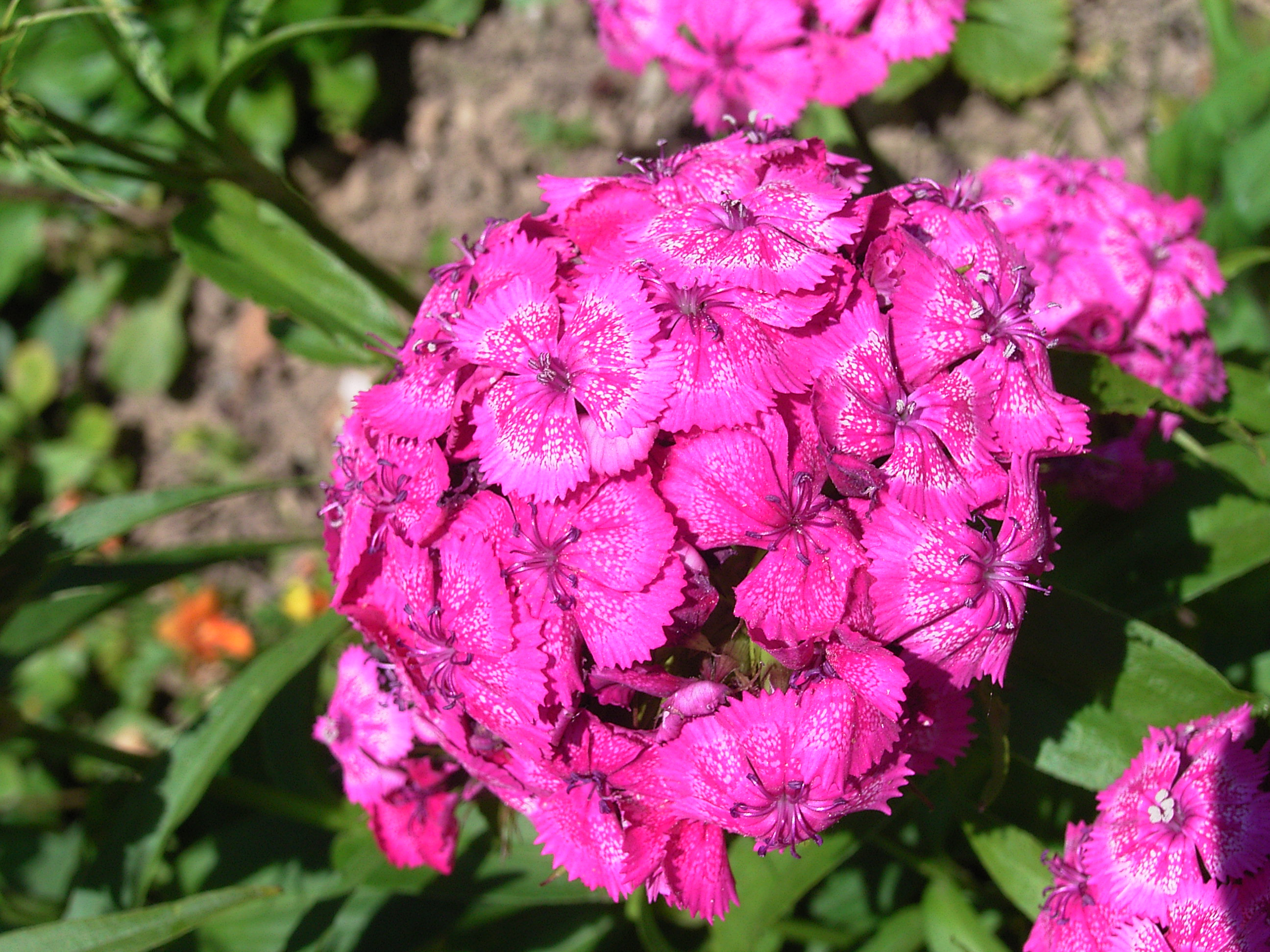
Dianthus barbatus

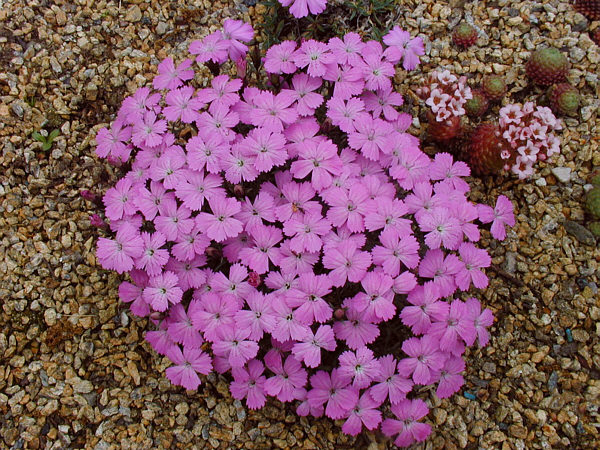
Dianthus brevicaulis

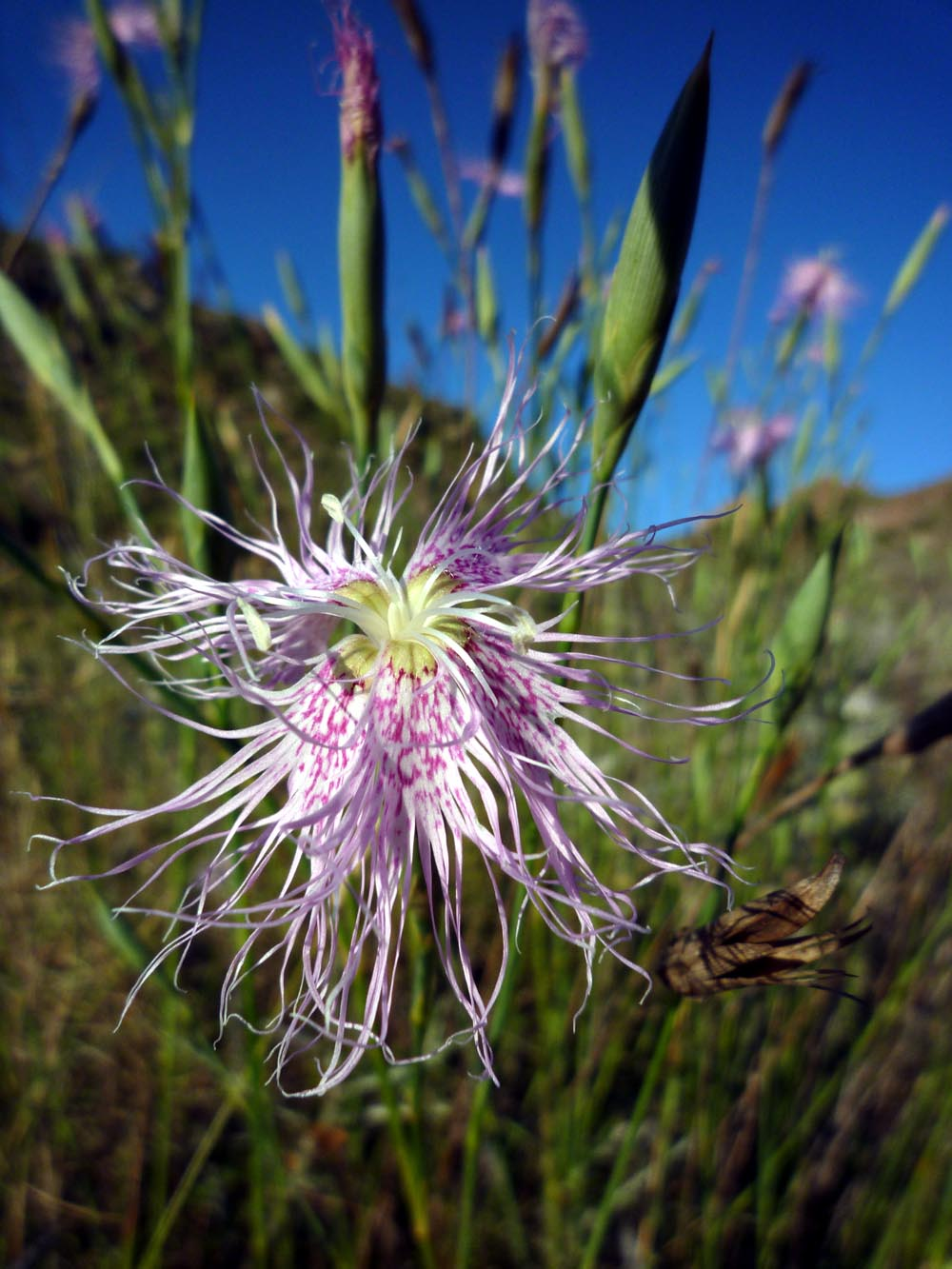
Dianthus broteri

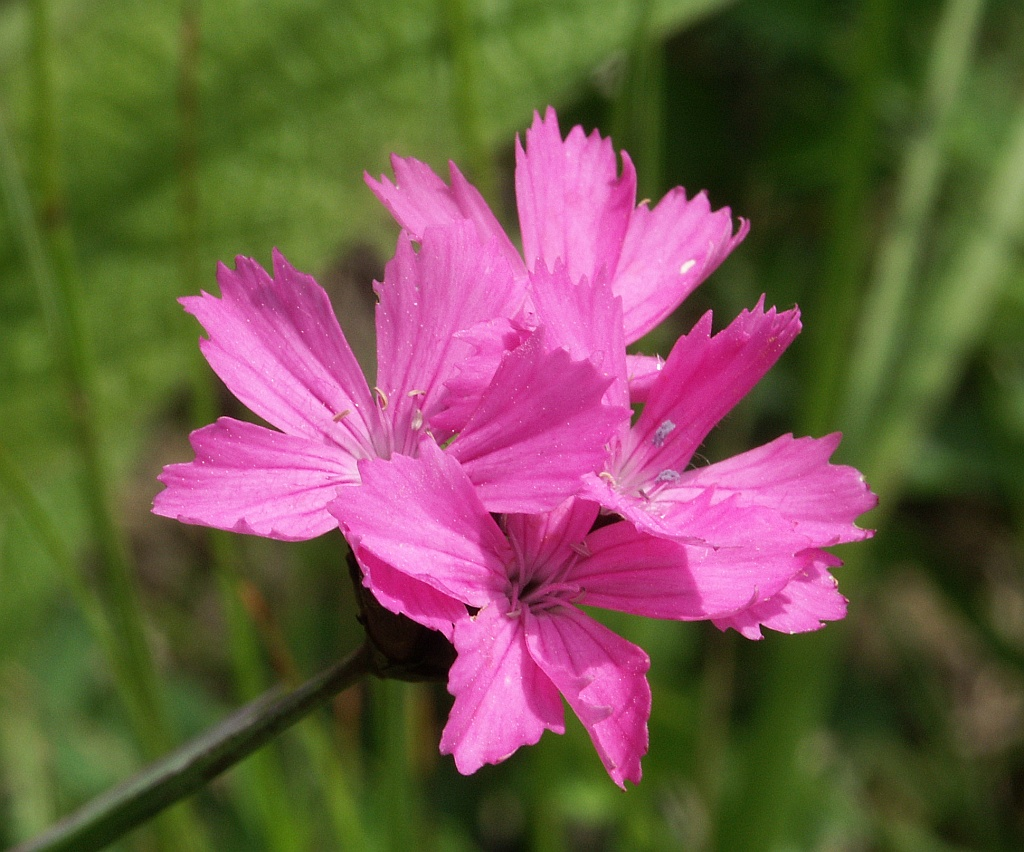
Dianthus carthusianorum

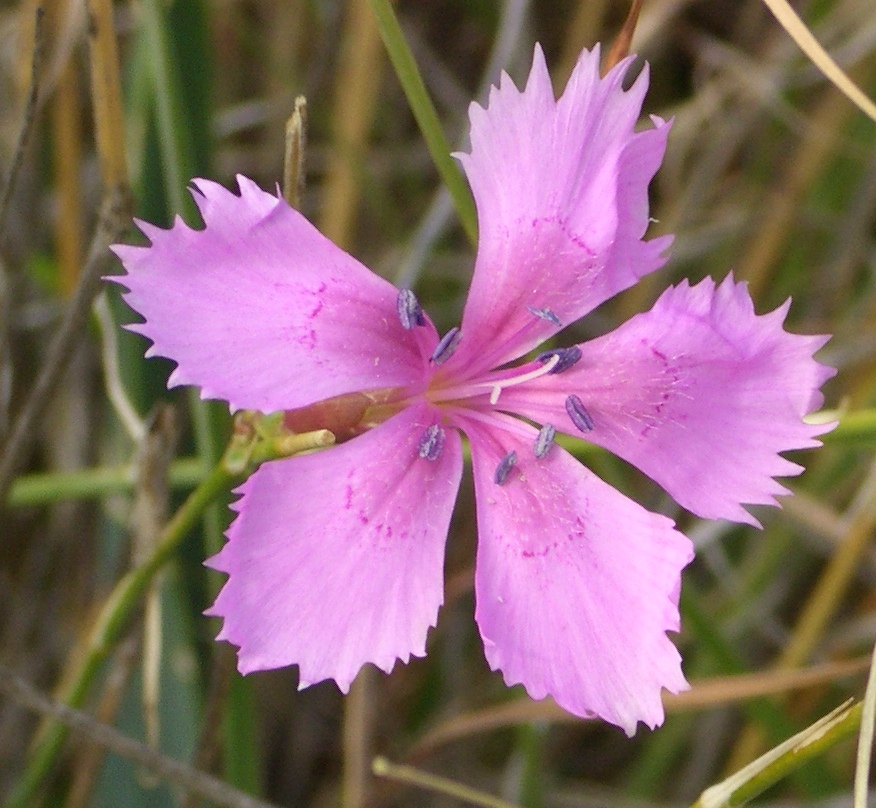
Dianthus caryophyllus

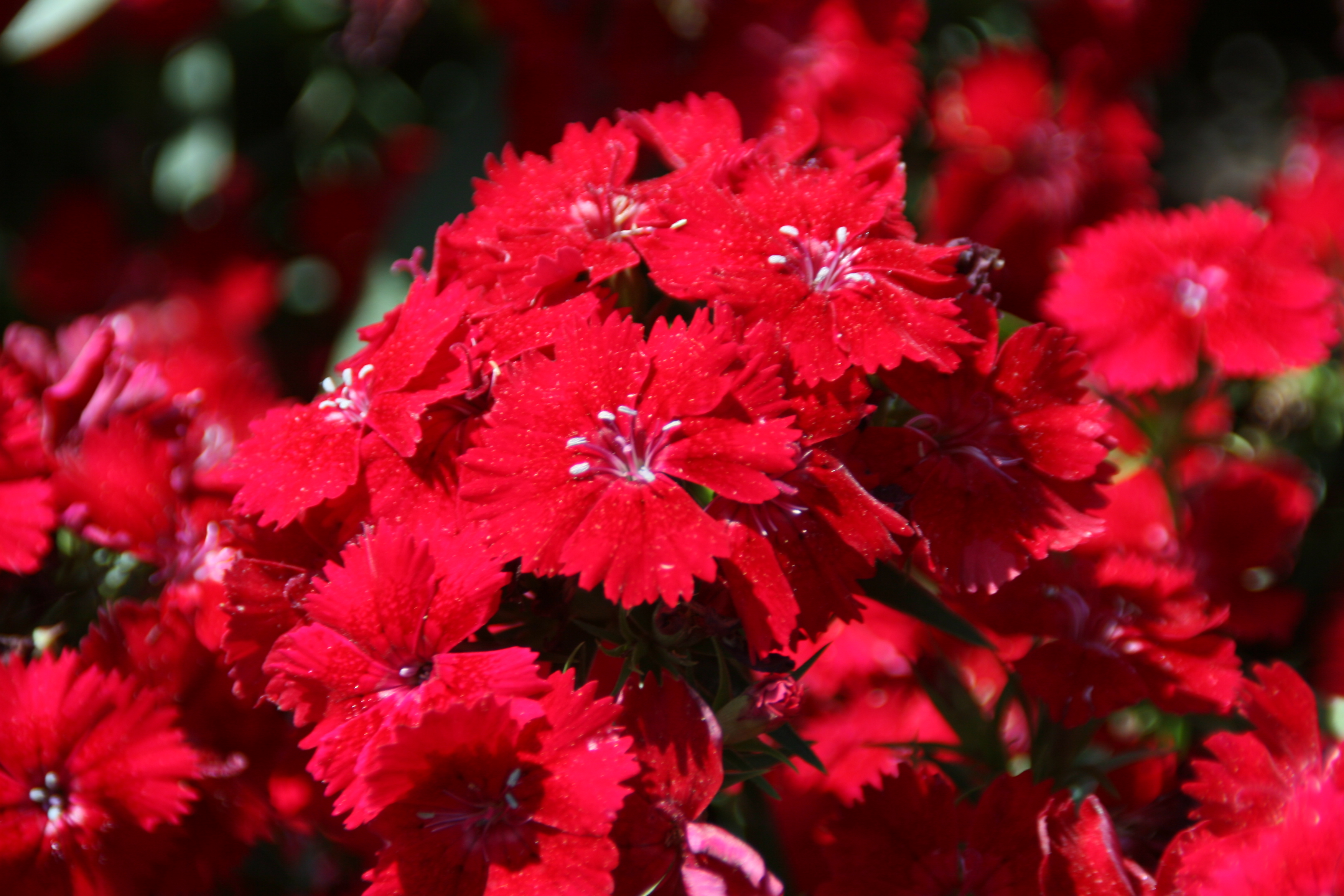
Dianthus chinensis 'Telstar Crimson'

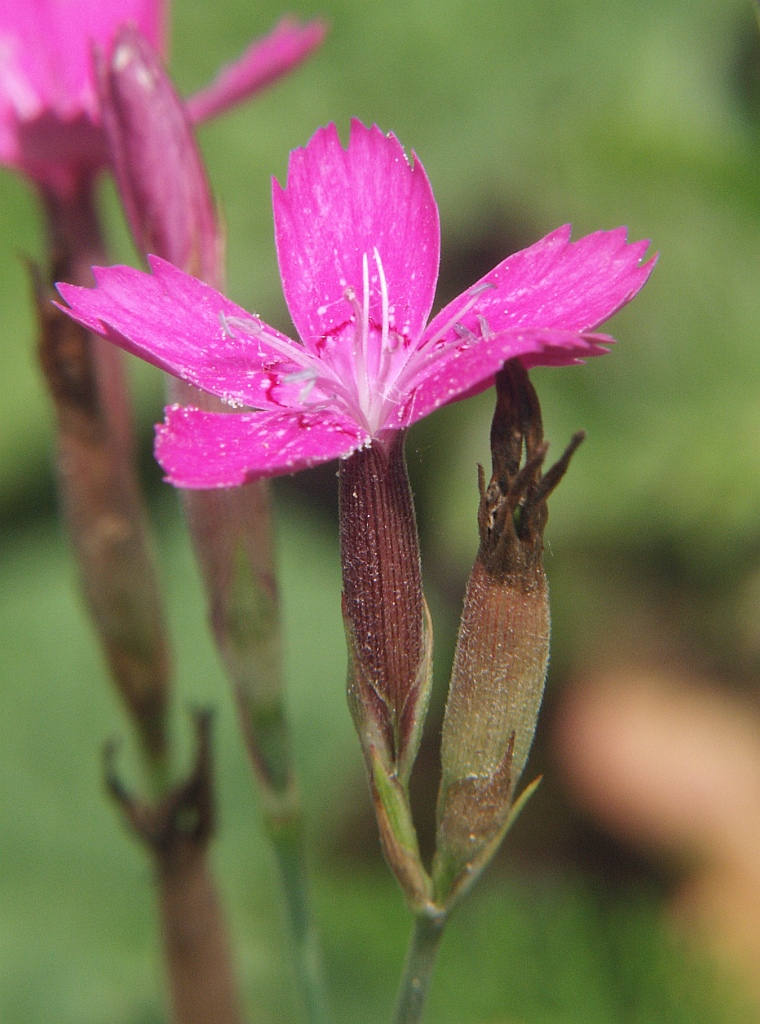
Dianthus deltoides

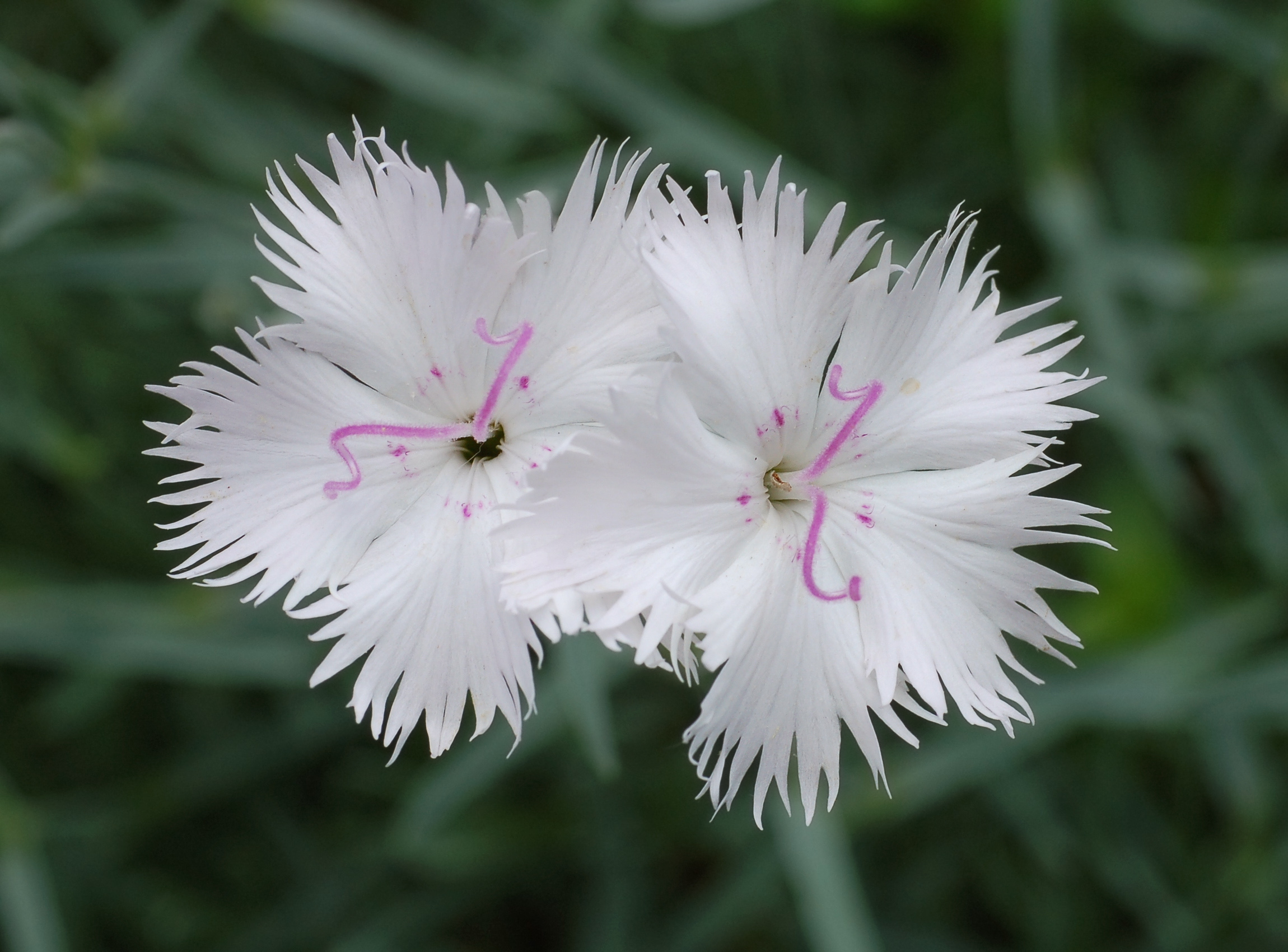
Dianthus japonicus

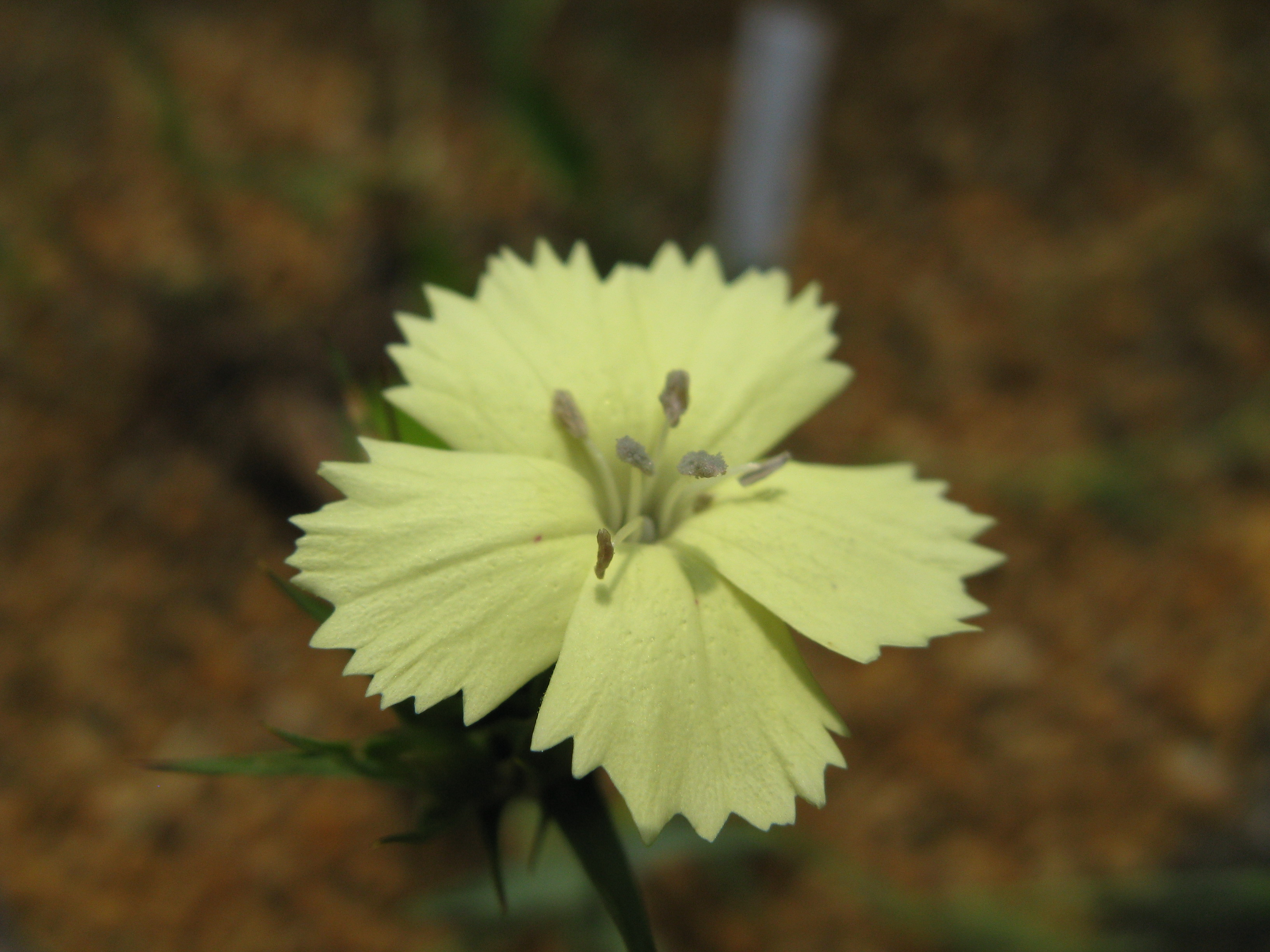
Dianthus knappii

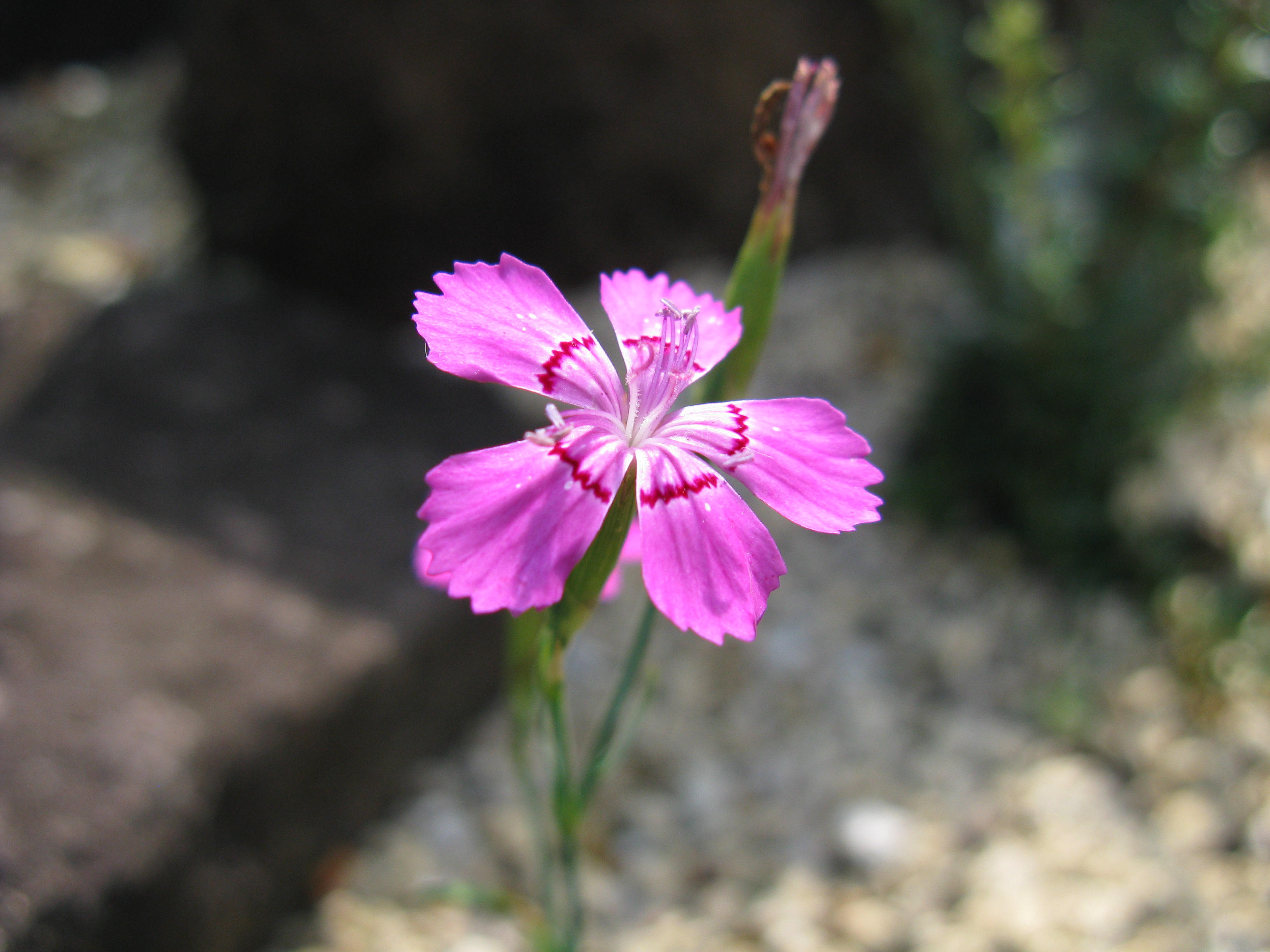
Dianthus microlepis

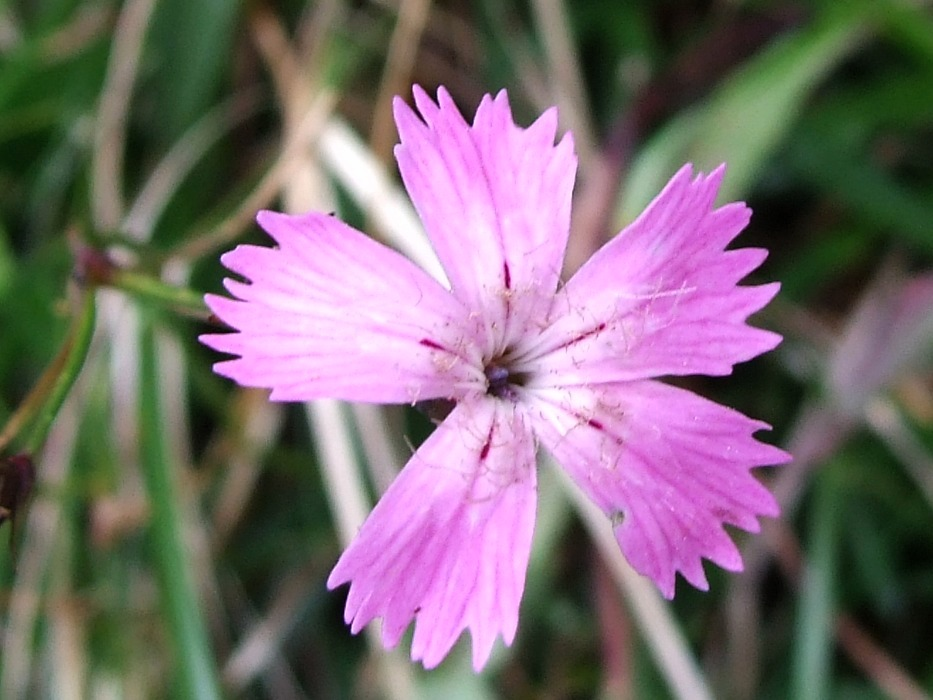
Dianthus nitidus

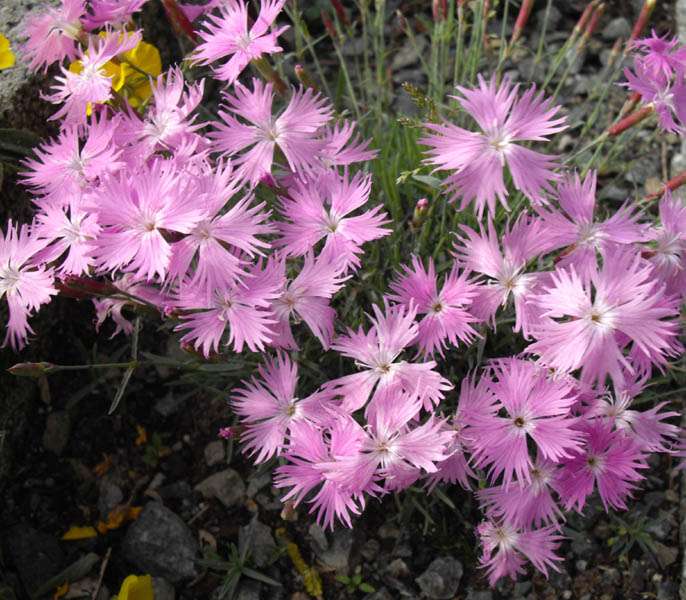
Dianthus sternbergii

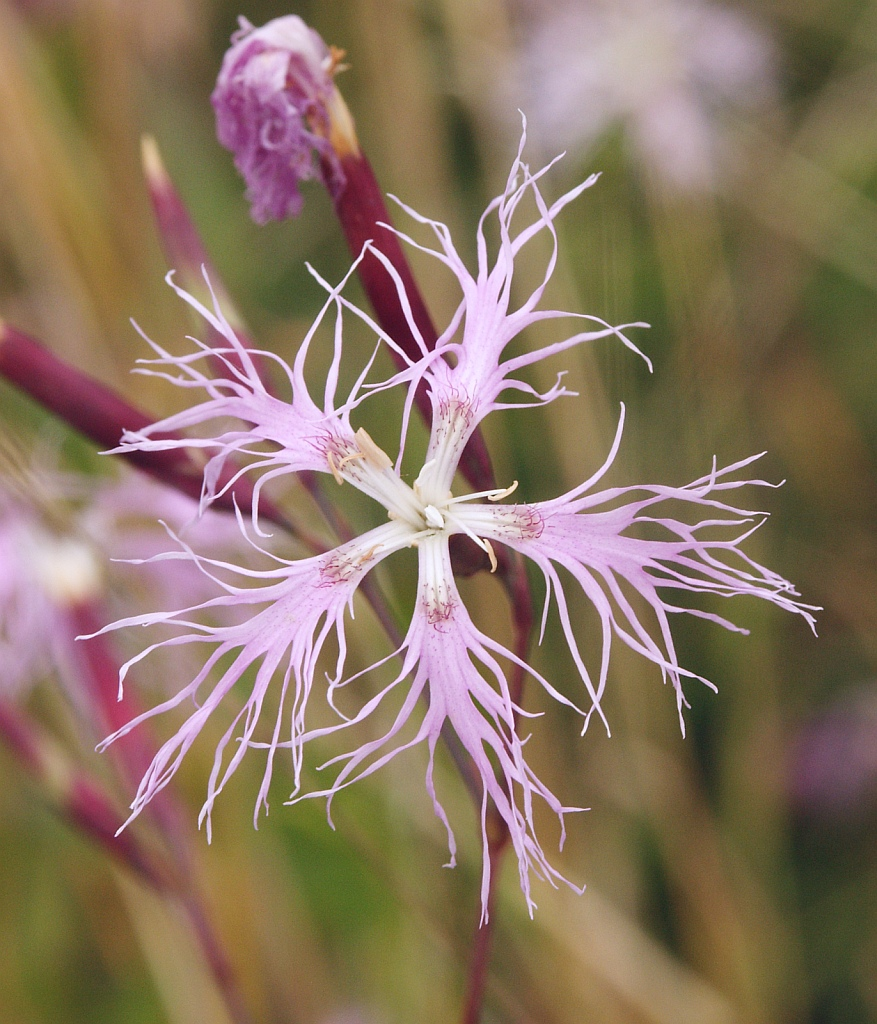
Dianthus superbus

- Dianthus acantholimonoides Schischk.
- Dianthus acicularis Fisch. ex Ledeb. – goździk szydlasty
- Dianthus acrochlonis Stapf
- Dianthus afghanicus Rech.f.
- Dianthus agrostolepis Rech.f.
- Dianthus akdaghensis Gemici & Leblebici
- Dianthus albens Aiton
- Dianthus algetanus Graells ex F.N.Williams
- Dianthus alpinus L. – goździk alpejski
- Dianthus anatolicus Boiss.
- Dianthus ancyrensis Hausskn. & Bornm.
- Dianthus andronakii Woronow ex Schischk.
- Dianthus androsaceus (Boiss. & Heldr.) Hayek
- Dianthus andrzejowskianus Kulcz.
- Dianthus angolensis Hiern ex F.N.Williams
- Dianthus angrenicus Vved.
- Dianthus angulatus Royle
- Dianthus anticarius Boiss. & Reut.
- Dianthus arenarius L. – goździk piaskowy
- Dianthus armeria L. – goździk kosmaty
- Dianthus arpadianus Ade & Bornm.
- Dianthus arrosti C.Presl
- Dianthus × artignanii Sennen
- Dianthus atlanticus Pomel
- Dianthus attenuatus Pavlov
- Dianthus austroiranicus Lemperg
- Dianthus awaricus Kharadze
- Dianthus aydogdui Menemen & Hamzaoglu
- Dianthus aytachii C.Vural
- Dianthus azkurensis Sosn.
- Dianthus balansae Boiss.
- Dianthus balbisii Ser.
- Dianthus barbatus L. – goździk brodaty
- Dianthus basianicus Boiss. & Hausskn.
- Dianthus basuticus Burtt Davy
- Dianthus benearnensis Loret
- Dianthus bessarabicus (Kleopow) Klokov
- Dianthus bicolor Adam
- Dianthus biflorus Sm.
- Dianthus binaludensis Rech.f.
- Dianthus bolusii Burtt Davy
- Dianthus borbasii Vandas
- Dianthus brachycalyx A.Huet & É.Huet ex Bacch., Brullo, Casti & Giusso
- Dianthus brevicaulis Fenzl
- Dianthus brevipetalus Vved.
- Dianthus broteroi Boiss. & Reut.
- Dianthus brutius Brullo, Scelsi & Spamp.
- Dianthus bucoviensis Klokov
- Dianthus burchellii Ser.
- Dianthus busambrae Soldano & F.Conti
- Dianthus cachemiricus Edgew. & Hook.f.
- Dianthus caespitosus Thunb.
- Dianthus callizonus Schott & Kotschy – goździk siedmiogrodzki
- Dianthus campestris M.Bieb. – goździk polny
- Dianthus canescens K.Koch
- Dianthus capitatus J.St.-Hil. – goździk główkowy
- Dianthus carbonatus Klokov
- Dianthus carmelitarum Reut. ex Boiss.
- Dianthus carthusianorum L. – goździk kartuzek
- Dianthus caryophyllus L. – goździk ogrodowy
- Dianthus caucaseus Sims
- Dianthus charadzeae Gagnidze & Gvin.
- Dianthus charidemi Pau
- Dianthus chimanimaniensis S.S.Hooper
- Dianthus chinensis L. – goździk chiński
- Dianthus chouardii Dobignard
- Dianthus cibrarius Clem.
- Dianthus ciliatus Guss.
- Dianthus × cincinnatus Lem.
- Dianthus cinnamomeus Sm.
- Dianthus cintranus Boiss. & Reut. – goździk iberyjski
- Dianthus collinus Waldst. & Kit. – goździk łysy
- Dianthus corymbosus Sm.
- Dianthus costae Willk.
- Dianthus × courtoisii Rchb.
- Dianthus crenatus Thunb.
- Dianthus cretaceus Adam
- Dianthus cribrarius Clementi
- Dianthus crinitus Sm.
- Dianthus cruentus Griseb. – goździk krwisty
- Dianthus cyathophorus Moris
- Dianthus cyprius A.K.Jacks. & Turrill
- Dianthus cyri Fisch. & C.A.Mey.
- Dianthus daghestanicus Kharadze
- Dianthus darvazicus Lincz.
- Dianthus deltoides L. – goździk kropkowany
- Dianthus denaicus Assadi
- Dianthus deserti Kotschy
- Dianthus desideratus Strid
- Dianthus diffusus Sm.
- Dianthus dilepis Rech.f.
- Dianthus diversifolius Assadi
- Dianthus dmanissianus M.L.Kuzmina
- Dianthus dobrogensis Prodán
- Dianthus edetanus (M.B.Crespo & Mateo) M.B.Crespo & Mateo
- Dianthus elatus Ledeb.
- Dianthus elbrusensis Kharadze
- Dianthus eldivenus Czeczott
- Dianthus elegans d'Urv.
- Dianthus elymaiticus Hausskn. & Bornm.
- Dianthus engleri Hausskn. & Bornm.
- Dianthus eretmopetalus Stapf
- Dianthus ernesti-mayeri Micevski & Matevski
- Dianthus erythrocoleus Boiss.
- Dianthus eugeniae Kleopow
- Dianthus excelsus S.S.Hooper
- Dianthus falconeri Edgew. & Hook.f.
- Dianthus × fallens Timb.-Lagr.
- Dianthus ferrugineus Mill. – goździk gruczołkowaty
- Dianthus floribundus Boiss.
- Dianthus formanekii Borbás ex Formánek
- Dianthus fragrans M.Bieb. – goździk wonny
- Dianthus freynii Vandas
- Dianthus fruticosus L.
- Dianthus furcatus Balb. – goździk widełkowaty
- Dianthus gasparrinii Guss.
- Dianthus genargenteus Bacch., Brullo, Casti & Giusso
- Dianthus giganteiformis Borbás
- Dianthus giganteus d'Urv. – goździk olbrzymi
- Dianthus glacialis Haenke – goździk lodowcowy
- Dianthus glutinosus Boiss. & Heldr.
- Dianthus goerkii Hartvig & Strid
- Dianthus gracilis Sm. – goździk delikatny
- Dianthus graminifolius C.Presl
- Dianthus graniticus Jord.
- Dianthus gratianopolitanus Vill. – goździk siny
- Dianthus grossheimii Schischk.
- Dianthus guessfeldtianus Muschl.
- Dianthus guliae Janka
- Dianthus guttatus M.Bieb.
- Dianthus gyspergerae Rouy
- Dianthus haematocalyx Boiss. & Heldr.
- Dianthus hafezii Assadi
- Dianthus harrissii Rech.f.
- Dianthus helenae Vved.
- Dianthus × hellwigii Borbás ex Asch.
- Dianthus × helveticorum M.Laínz
- Dianthus henteri Heuff. ex Griseb. & Schenk – goździk Hentera
- Dianthus hoeltzeri C.Winkl.
- Dianthus holopetalus Turcz.
- Dianthus humilis Willd. ex Ledeb.
- Dianthus hymenolepis Boiss.
- Dianthus hypanicus Andrz.
- Dianthus hyrcanicus Rech.f.
- Dianthus hyssopifolius L.
- Dianthus ichnusae Bacch., Brullo, Casti & Giusso
- Dianthus imereticus (Rupr.) Schischk.
- Dianthus inamoenus Schischk.
- Dianthus ingoldbyi Turrill
- Dianthus insularis Bacch., Brullo, Casti & Giusso
- Dianthus integer Vis.
- Dianthus jacobsii Rech.f.
- Dianthus jacquemontii Edgew. & Hook.f.
- Dianthus × jaczonis Asch.
- Dianthus japigicus Bianco & S.Brullo
- Dianthus japonicus Thunb.
- Dianthus jaroslavii Galushko
- Dianthus × javorkae Kárpáti
- Dianthus juniperinus Sm.
- Dianthus juzeptchukii M.L.Kuzmina
- Dianthus kapinaensis Markgr. & Lindtner
- Dianthus karami (Boiss.) Mouterde
- Dianthus karataviensis Pavlov
- Dianthus kastembeluensis Freyn & Sint.
- Dianthus ketzkhovelii Makaschv.
- Dianthus khamiesbergensis Sond.
- Dianthus kirghizicus Schischk.
- Dianthus kiusianus Makino
- Dianthus klokovii Knjasev
- Dianthus knappii (Pant.) Asch. & Kanitz ex Borbás – goździk Knappa
- Dianthus kubanensis Schischk.
- Dianthus kuschakewiczii Regel & Schmalh.
- Dianthus kusnezowii Marcow.
- Dianthus lactiflorus Fenzl
- Dianthus laingsburgensis S.S.Hooper
- Dianthus lanceolatus Steven ex Rchb.
- Dianthus langeanus Willk.
- Dianthus laricifolius Boiss. & Reut.
- Dianthus legionensis (Willk.) F.N.Williams
- Dianthus lenkoranicus Kharadze
- Dianthus leptoloma Steud. ex A.Rich.
- Dianthus leptopetalus Willd. – goździk wąskopłatkowy
- Dianthus leucophaeus Sm.
- Dianthus leucophoeniceus Dörfl. & Hayek
- Dianthus libanotis Labill.
- Dianthus lindbergii Riedl
- Dianthus longicalyx Miq.
- Dianthus longicaulis Ten.
- Dianthus longiglumis Delile
- Dianthus longivaginatus Rech.f.
- Dianthus × lorberi Kubát & Abtová
- Dianthus lusitanus Brot. – goździk portugalski
- Dianthus lydus Boiss.
- Dianthus macranthoides Hausskn. ex Bornm.
- Dianthus macranthus Boiss.
- Dianthus marschallii Schischk.
- Dianthus martuniensis M.L.Kuzmina
- Dianthus masmenaeus Boiss.
- Dianthus mazanderanicus Rech.f.
- Dianthus × melandrioides Pau
- Dianthus membranaceus Borbás
- Dianthus mercurii Heldr.
- Dianthus micranthus Boiss. & Heldr.
- Dianthus microlepis Boiss. – goździk drobnołuskowy
- Dianthus micropetalus Ser.
- Dianthus moesiacus Vis. & Pančić
- Dianthus monadelphus Vent.
- Dianthus mooiensis B.S.Williams
- Dianthus morisianus Vals.
- Dianthus mossanus Bacch., Brullo
- Dianthus multicaulis Boiss. & A.Huet
- Dianthus multiceps Costa ex Willk.
- Dianthus multisquamatus F.N.Williams
- Dianthus multisquameus Bondarenko & R.M.Vinogr.
- Dianthus muschianus Kotschy ex Boiss.
- Dianthus myrtinervius Griseb.
- Dianthus namaensis Schinz
- Dianthus nangarharicus Rech.f.
- Dianthus nanshanicus Chang Y.Yang & L.X.Dong
- Dianthus nardiformis Janka
- Dianthus nihatii Güner
- Dianthus nitidus Waldst. & Kit. – goździk lśniący
- Dianthus nodosus Tausch
- Dianthus oliastrae Bacch., Brullo, Casti & Giusso
- Dianthus orientalis Adams – goździk wschodni
- Dianthus oschtenicus Galushko
- Dianthus paghmanicus Rech.f.
- Dianthus palinensis S.S.Ying
- Dianthus pallens Sibth. & Sm.
- Dianthus pallidiflorus Ser.
- Dianthus pamiralaicus Lincz.
- Dianthus patentisquameus Bondarenko & R.M.Vinogr.
- Dianthus pavlovii Lazkov
- Dianthus pavonius Tausch
- Dianthus pelviformis Heuff.
- Dianthus pendulus Boiss. & Blanche
- Dianthus persicus Hausskn.
- Dianthus petraeus Waldst. & Kit. – goździk skalny
- Dianthus pinifolius Sm. – goździk igłowaty
- Dianthus plumarius L. – goździk postrzępiony
- Dianthus plumbeus Schischk.
- Dianthus polylepis Bien. ex Boiss.
- Dianthus polymorphus M.Bieb. – goździk zmienny
- Dianthus pratensis M.Bieb. – goździk łąkowy
- Dianthus pseudarmeria M.Bieb.
- Dianthus pseudobarbatus Bess. ex Ledeb.
- Dianthus pungens L.
- Dianthus purpureimaculatus Podlech
- Dianthus pygmaeus Hayata
- Dianthus pyrenaicus Pourr.
- Dianthus raddeanus Vierh.
- Dianthus ramosissimus Pall. ex Poir.
- Dianthus recognitus Schischk.
- Dianthus repens Willd.
- Dianthus rigidus M.Bieb.
- Dianthus robustus Boiss. & Kotschy
- Dianthus roseoluteus Velen.
- Dianthus rudbaricus Assadi
- Dianthus rupicola Biv.
- Dianthus ruprechtii Schischk. ex Grossh.
- Dianthus sachalinensis Barkalov & Prob.
- Dianthus saetabensis Rouy
- Dianthus sahandicus Assadi
- Dianthus sardous Bacch., Brullo, Casti & Giusso
- Dianthus × saxatilis F.W.Schmidt
- Dianthus scaber Chaix
- Dianthus scardicus Wettst.
- Dianthus schemachensis Schischk.
- Dianthus seguieri Vill. – goździk Seguiera
- Dianthus seidlitzii Boiss.
- Dianthus semenovii (Regel & Herder) Vierh.
- Dianthus seravschanicus Schischk.
- Dianthus serbicus (Wettst.) Hayek
- Dianthus serotinus Waldst. & Kit. – goździk późny
- Dianthus serratifolius Sm.
- Dianthus serrulatus Desf.
- Dianthus sessiliflorus Boiss.
- Dianthus setisquameus Hausskn. & Bornm.
- Dianthus shinanensis (Yatabe) Makino
- Dianthus siculus C.Presl
- Dianthus simulans Stoj. & Stef. ex Stef. & Jordanov
- Dianthus sinaicus Boiss.
- Dianthus siphonocalyx Blakelock
- Dianthus sphacioticus Boiss. & Heldr.
- Dianthus spiculifolius Schur
- Dianthus squarrosus M.Bieb. – goździk najeżony
- Dianthus stamatiadae Rech.f.
- Dianthus stapfii Lemperg
- Dianthus stellaris Camarda
- Dianthus stenocephalus Boiss.
- Dianthus stenopetalus Griseb.
- Dianthus stepanovae Barkalov & Prob.
- Dianthus sternbergii Sieber ex Capelli
- Dianthus stramineus Boiss. & Heldr.
- Dianthus stribrnyi Velen.
- Dianthus strictus Banks ex Sol.
- Dianthus strymonis Rech.f.
- Dianthus subacaulis Vill. – goździk niskołodygowy
- Dianthus subaphyllus (Lemperg) Rech.f.
- Dianthus × subfissus Rouy & Foucaud
- Dianthus subscabridus Lincz.
- Dianthus superbus L. – goździk pyszny
- Dianthus sylvestris Wulfen – goździk leśny
- Dianthus szowitisianus Boiss.
- Dianthus tabrisianus Bien. ex Boiss.
- Dianthus talyschensis Boiss. & Buhse
- Dianthus tarentinus Lacaita
- Dianthus tenuiflorus Griseb.
- Dianthus thunbergii S.S.Hooper
- Dianthus tianschanicus Schischk.
- Dianthus tichomirovii Devyatov, Taisumov & Teimurov
- Dianthus tlaratensis Husseinov
- Dianthus toletanus Boiss. & Reut.
- Dianthus transvaalensis Burtt Davy
- Dianthus trifasciculatus Kit. – goździk trójpęczkowy
- Dianthus tripunctatus Sm.
- Dianthus tristis Velen.
- Dianthus turkestanicus Preobr.
- Dianthus tymphresteus (Boiss. & Spruner) Heldr. & Sart. ex Boiss.
- Dianthus ugamicus Vved.
- Dianthus uniflorus Forssk.
- Dianthus uralensis Korsh.
- Dianthus urumoffii Stoj. & Acht.
- Dianthus uzbekistanicus Lincz.
- Dianthus vigoi M.Laínz
- Dianthus virgatus Pasq.
- Dianthus viridescens Clem.
- Dianthus viscidus Bory & Chaub.
- Dianthus vladimirii Galushko
- Dianthus volgicus Juz.
- Dianthus vulturius Guss. & Ten.
- Dianthus × warionii Bucq. & Timb.-Lagr.
- Dianthus webbianus Parl. ex Vis.
- Dianthus woroschilovii Barkalov & Prob.
- Dianthus xylorrhizus Boiss. & Heldr.
- Dianthus zederbaueri Vierh.
- Dianthus zeyheri Sond.
- Dianthus zonatus Fenzl